# Kh (路面電車車両)
Kh（ロシア語: Х）は、ソビエト連邦（ソ連）で生産・運用された路面電車車両の形式。ソ連初期の標準型車両として開発された小型の2軸車で、後方に連結される同型の付随車のM（М）と共に、1920年代後半から1941年まで大量生産が実施された。

## 概要

### 開発までの経緯
ロシア革命やその過程で起きた内戦を経てソビエト連邦（ソ連）が成立した1920年代、同国各地の都市に存在していた路面電車では、革命や内戦、そして戦後の混乱の影響により多くの路線が荒廃し、十分な整備が行われていない状況に陥っていた。車両についても革命以前、第一次世界大戦の勃発により大半の都市で新造や更新が行われない状況が続き、老朽化や整備不足が深刻な課題となっていた。そこで、1925年にレニングラード（現：サンクトペテルブルク）で開催された第2回全路面電車連合会議（Всесоюзный трамвайный съезд）でこれらの路線向けの標準型車両を開発する事が採択され、製造工場として任命されたムィティシ機械製造工場（現：メトロワゴンマッシュ）によって翌1926年に試作車が作られ、1928年から本格的な量産が開始された。これがKhおよびMである。

### 構造
大都市から中小都市まで多数存在したソ連各地の路面電車の需要に対応するため、1925年の会議で標準型車両は小型の2軸車とし、多客時には連結運転で対応する旨が採択された。そのため、両運転台の電動車であるKhと、運転台が存在しない付随車のMの2種類が生産される事となった。形式名の「Kh」および「M」は初期に大量受注を行った都市の頭文字で、Kh（Х）は「ハリコフ（Харьков）」、M（М）は「モスクワ（Москва）」が由来である。
両形式とも車体はリベット留めにより組み立てられた全金属製車体を有し、車体の両端には引戸式の手動乗降扉が存在した。初期の車両は着席定員24人分のロングシートが設置されていた他、客室は乗降扉や運転台から仕切りや扉によって区分されていた。電動車のKhの台車は「単台車」と呼ばれる台枠と独立した台車枠に輪軸を配置する形態が採用され、主電動機が直接輪軸に吊り掛けられていた一方、付随車であるMの車軸は車体に直接懸架されていた。軸受は基本的にすべり軸受が用いられたが、1941年に作られた最終増備車は転がり軸受に変更された。制動装置は空気ブレーキおよび非常時の手ブレーキが設置されていた。

## 運用
製造当初はソ連における標準軌となっていた軌間1,524 mmに加えて1,435 mm、1,000 mmに対応した車両も生産された他、車体幅が標準よりも狭い2,200 mmの車両や車体の長さを窓2つ分短くした短尺車の生産も実施されていた。1934年にこれらの設計が異なる車両の生産は中止された一方、その後も生産が継続される事となった標準規格の車両についても一部設計が変更され、運転台・乗降扉と客室の間の仕切りが廃止された他、乗降扉も引戸から折戸に変更された。座席配置についてもそれまでのロングシートから着席定員16人分のクロスシートへと改められた。
その後もKh・Mは多数の路面電車路線へ向けて製造が行われていたが、1930年代当時のムィティシ機械製造工場は地下鉄（モスクワ地下鉄）やソ連国鉄向けの電車に加えてソ連軍向けの兵器の生産も行っており、路面電車車両の生産ラインの拡張は難しい状況だった。そこで、1937年以降KhとMの生産は、ウスチ＝カタフに工場を持つウスチ＝カタフスキー車両製造工場へと移管される事となった。同工場は20世紀初頭にトビリシ市電向けの車両を生産した実績があり、路面電車車両の生産はそれ以来となった。以降は両形式合わせて年間150両という大量生産が行われ、第二次世界大戦（大祖国戦争）下の1941年まで製造が続いた。
KhやMは標準型車両として1941年時点でソ連に存在したほぼ全ての路面電車路線に導入され、ミンスク市電を始め開業時にKh・Mを導入する事例も多数存在した。ただしモスクワ市電（モスクワ）については1920年代後半以降ボギー車を含む多数の電動車の増備が行われたため付随車のMのみ導入された。またレニングラード市電（レニングラード）に導入された車両についてはMkh（МХ、電動車）、PKh（付随車）という独自の形式名が与えられたが、Mkhについては台車の亀裂や破損が相次いだ事で1937年 - 1938年に全車とも付随車への改造が行われた。
大祖国戦争の終戦後、1950年代からウスチ＝カタフスキー車両製造工場は車体や機器の構造を刷新したKTM-1（電動車）およびKTP-1（付随車）の生産を開始したが、同時期には各都市のKhやMの近代化工事にも着手していた。内容はKhの片運転台化および両形式の側面左側の乗降扉撤去、仕切りの設置や車体の改造による断熱性の向上など多岐に渡るものだった。また、各都市の路面電車工場でも独自の近代化や交換用の台車の生産が行われた他、同時期からは散水車を始めとした事業用車両への改造も実施されるようになった。
その後、KTM-1や各種ボギー車などの新型車両が導入される中で老朽化が深刻化したKh・Mは置き換えが進み、一部車両は他都市への転属が行われたが、これらも1970年代前半までに旅客営業から撤退した。ただしそれ以降も事業用車両に改造された車両が各都市で使用された他、次項のように2020年現在も多数の都市で保存が行われている。

## 保存

### 動態保存
2020年時点で現存するKh・Mのうち、以下の都市では動態保存運転が行われている。

#### バルナウル

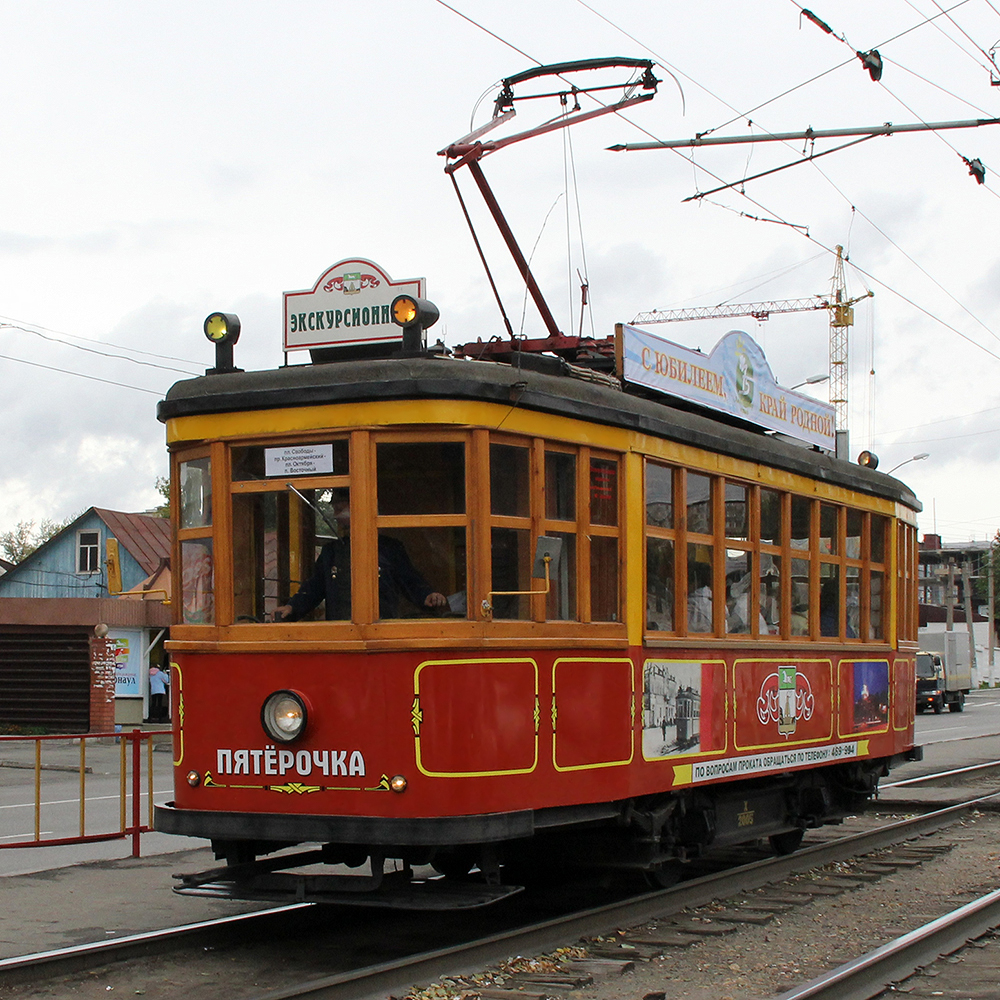
Kh（バルナウル）
（2012年撮影）

ロシア連邦・バルナウルで路面電車（バルナウル市電）を運営するゴルエレクトロトランス（Горэлектротранс）では、ケメロヴォ（ケメロヴォ市電）で使用されていたKhのうち1両を動態復元し、バルナウルが創立275周年を迎えた2005年以降「ピャテロチカ（Пятерочка）」と言う愛称でイベント時に保存運転を実施している。

#### トゥーラ

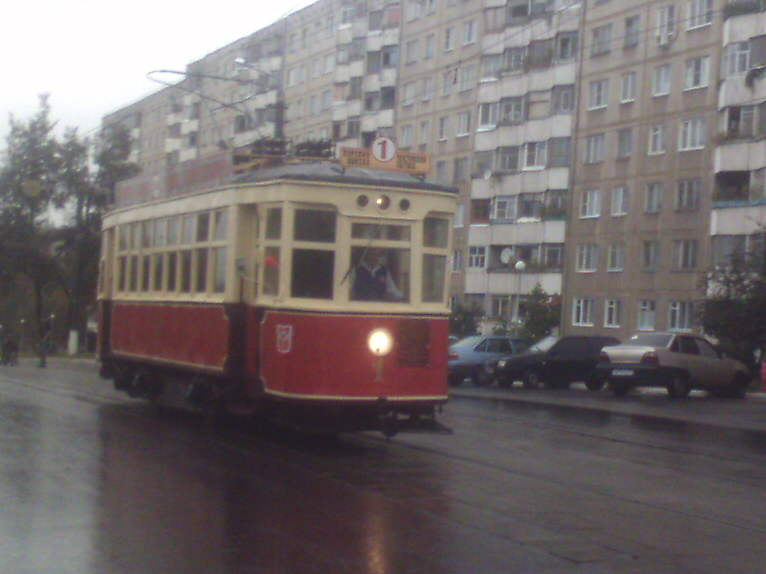
Kh（トゥーラ）
（2011年撮影）

ロシア連邦・トゥーラの路面電車であるトゥーラ市電では、2020年現在Khが1両動態保存されている。これは1930年から1969年まで同市電で営業運転に用いられ、引退後も事業用車両として残存した車両で、1987年に復元工事が実施されて以降、イベントや団体輸送など各種運転に使われている。

#### ハルキウ

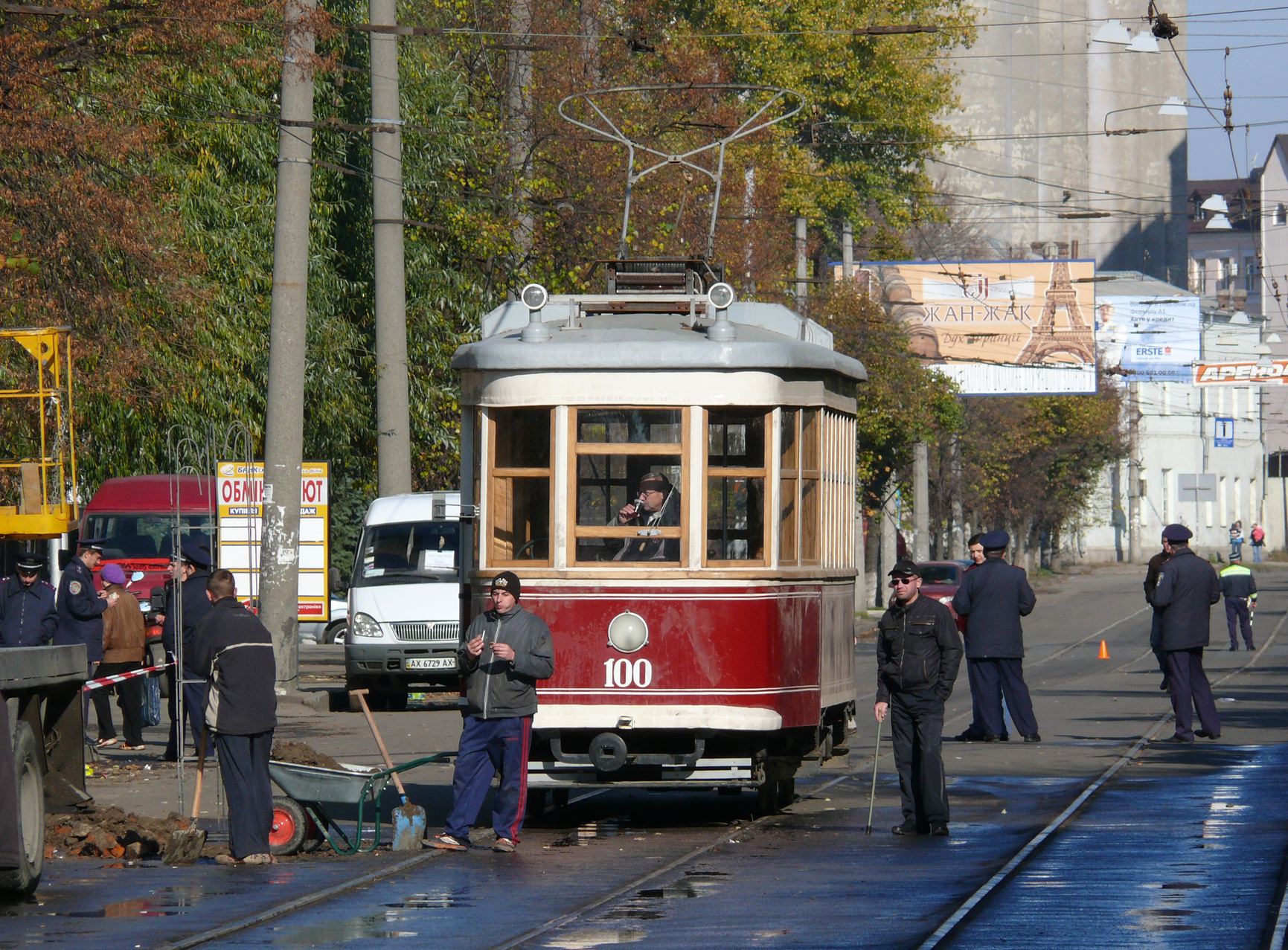
Kh（ハルキウ）
（映画撮影使用時、2008年撮影）

「Kh」と言う形式名の由来となったウクライナ・ハルキウの路面電車であるハルキウ市電では、開通100周年を機に1969年まで在籍していたKhのうち1両の動態復元が行われた。以降は観光ルートであるA線（А）や団体・臨時運用に使われている他、1920年代 - 1960年代を舞台としたドラマや映画のロケにも活用されている。

### 静態保存

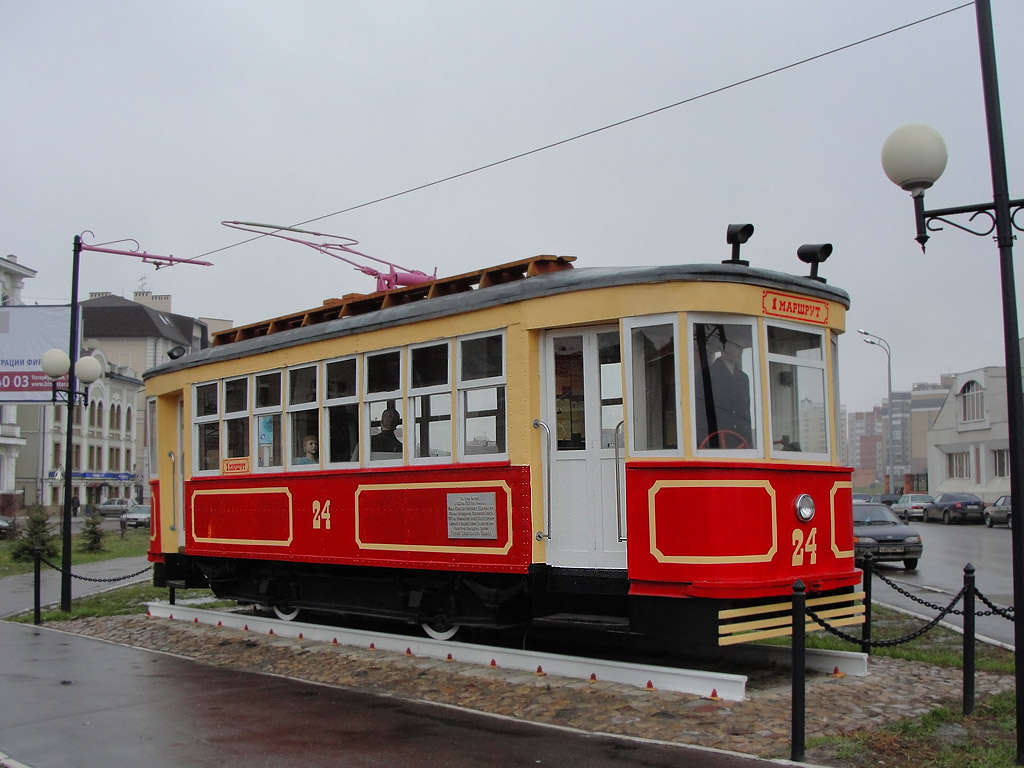
Kh（カザン）
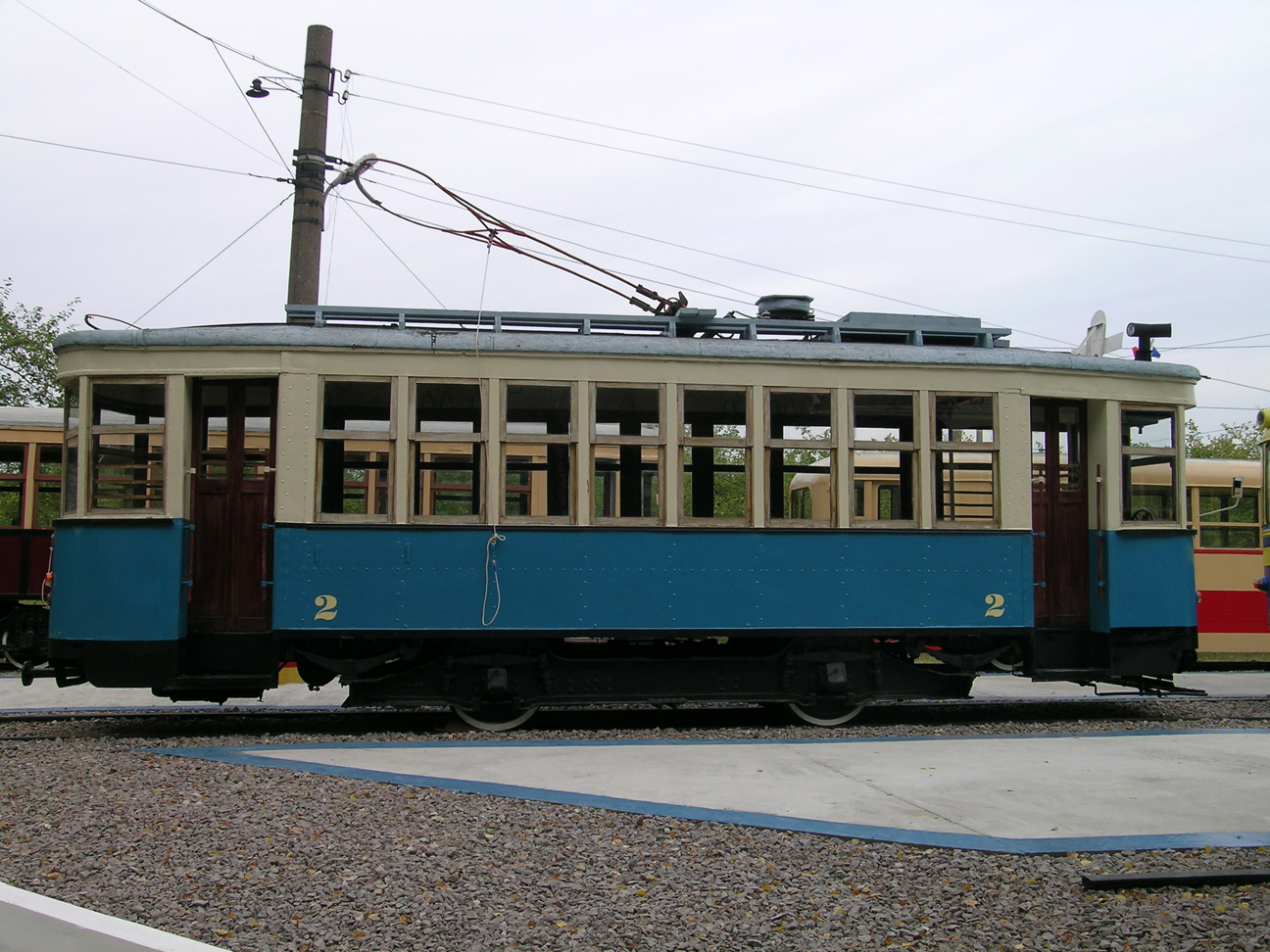
Kh（ニジニ・ノヴゴロド）
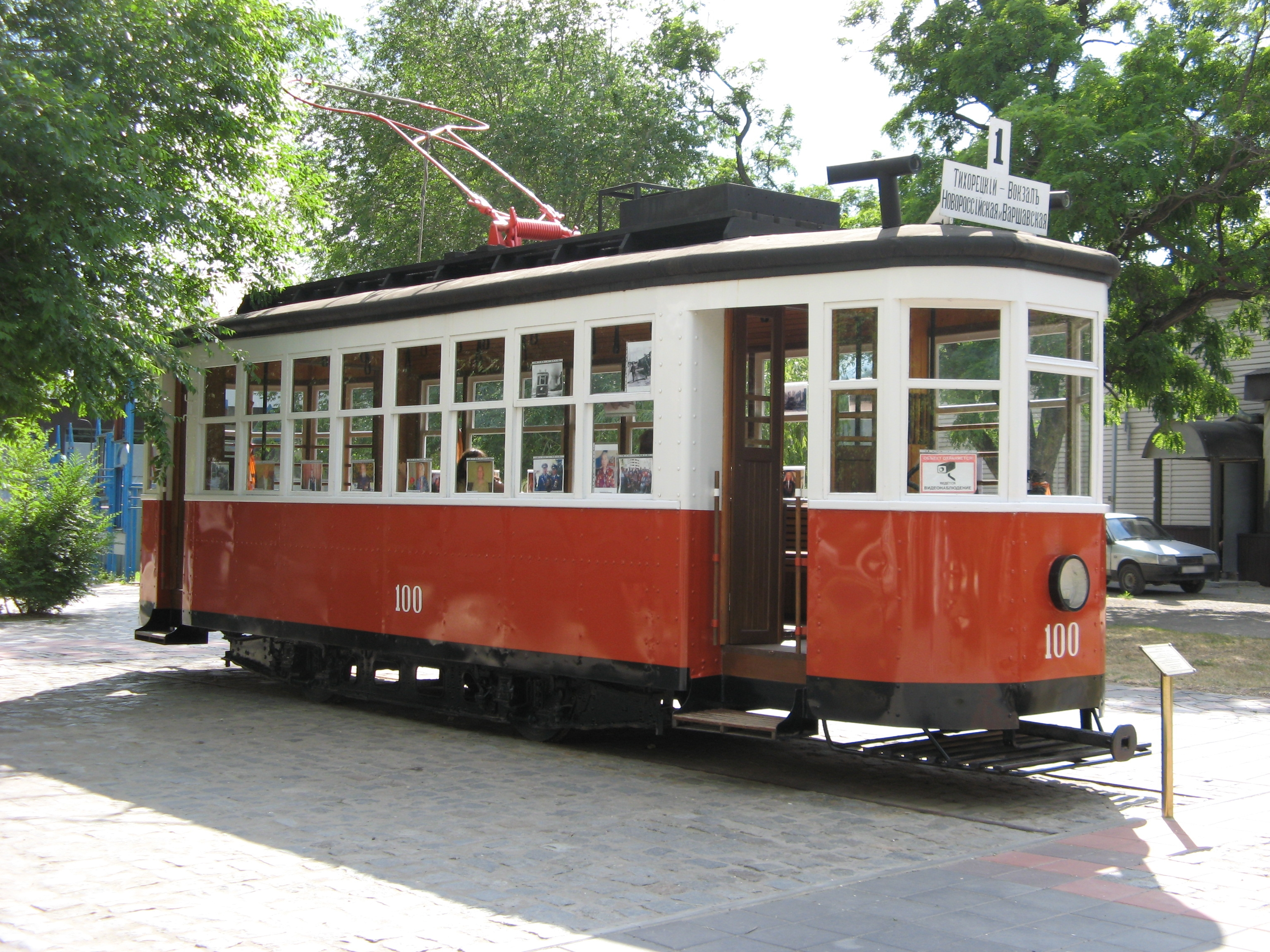
Kh（ヴォルゴグラード）
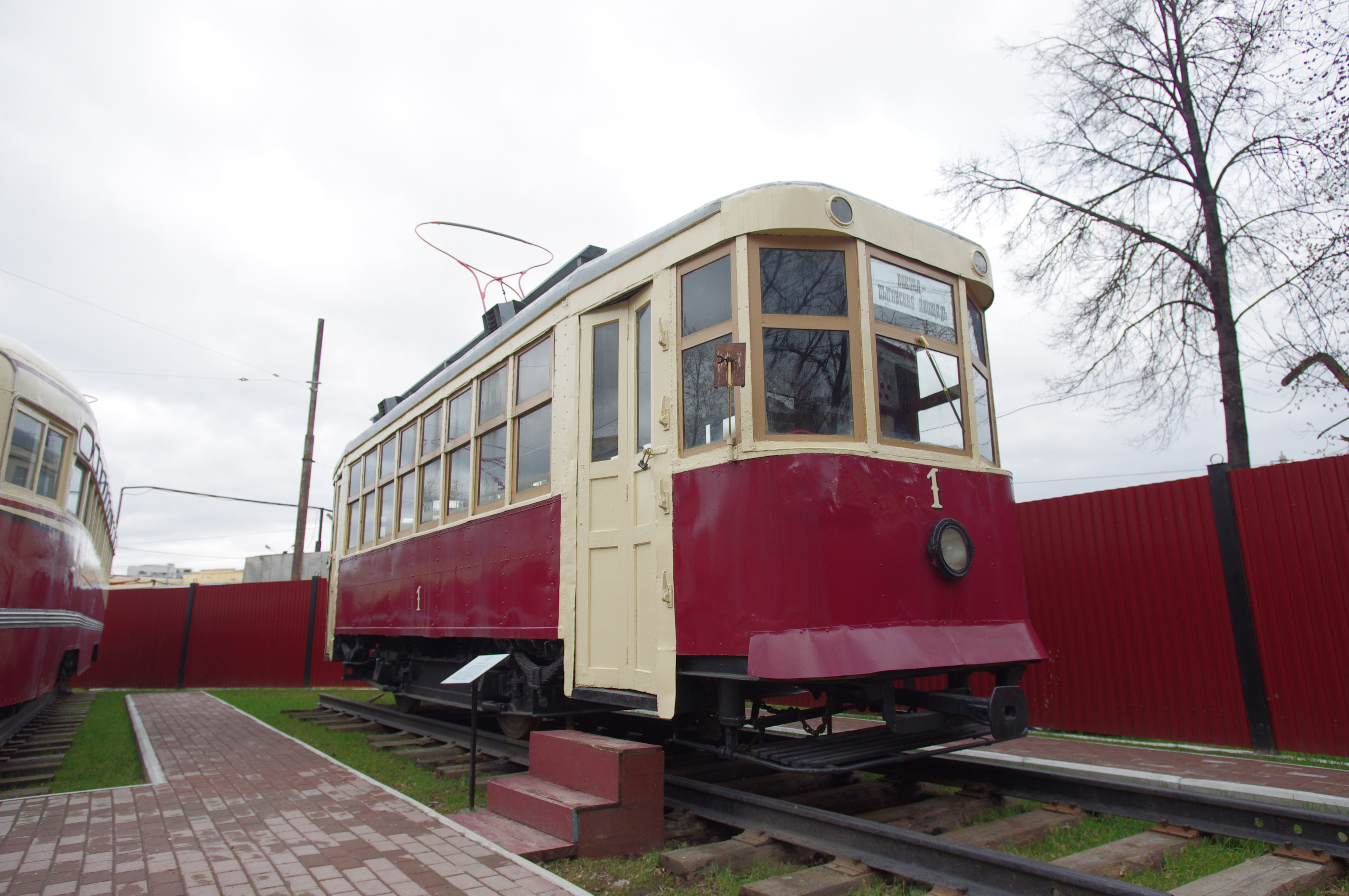
Kh（エカテリンブルク）
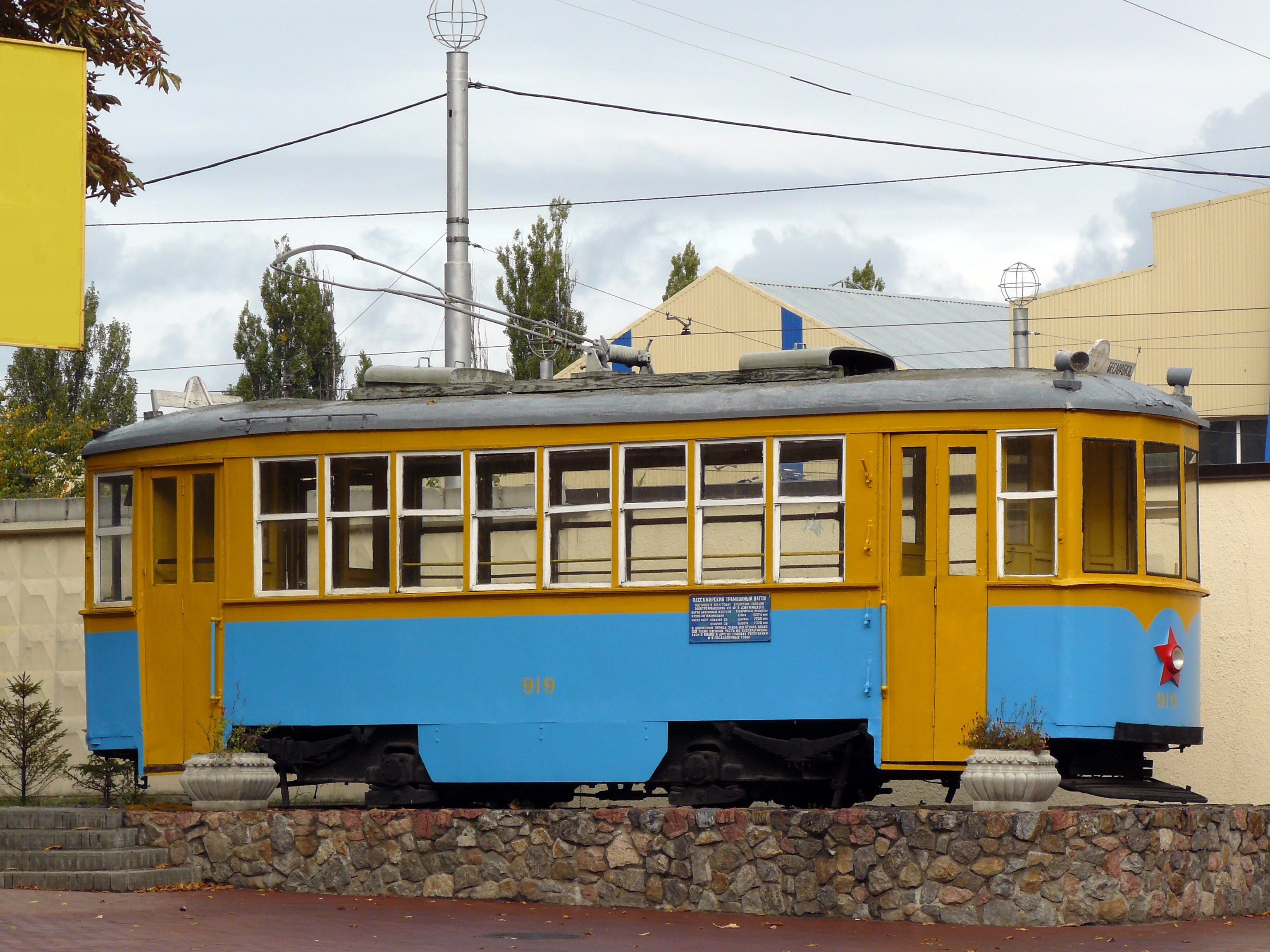
Kh（キーウ）
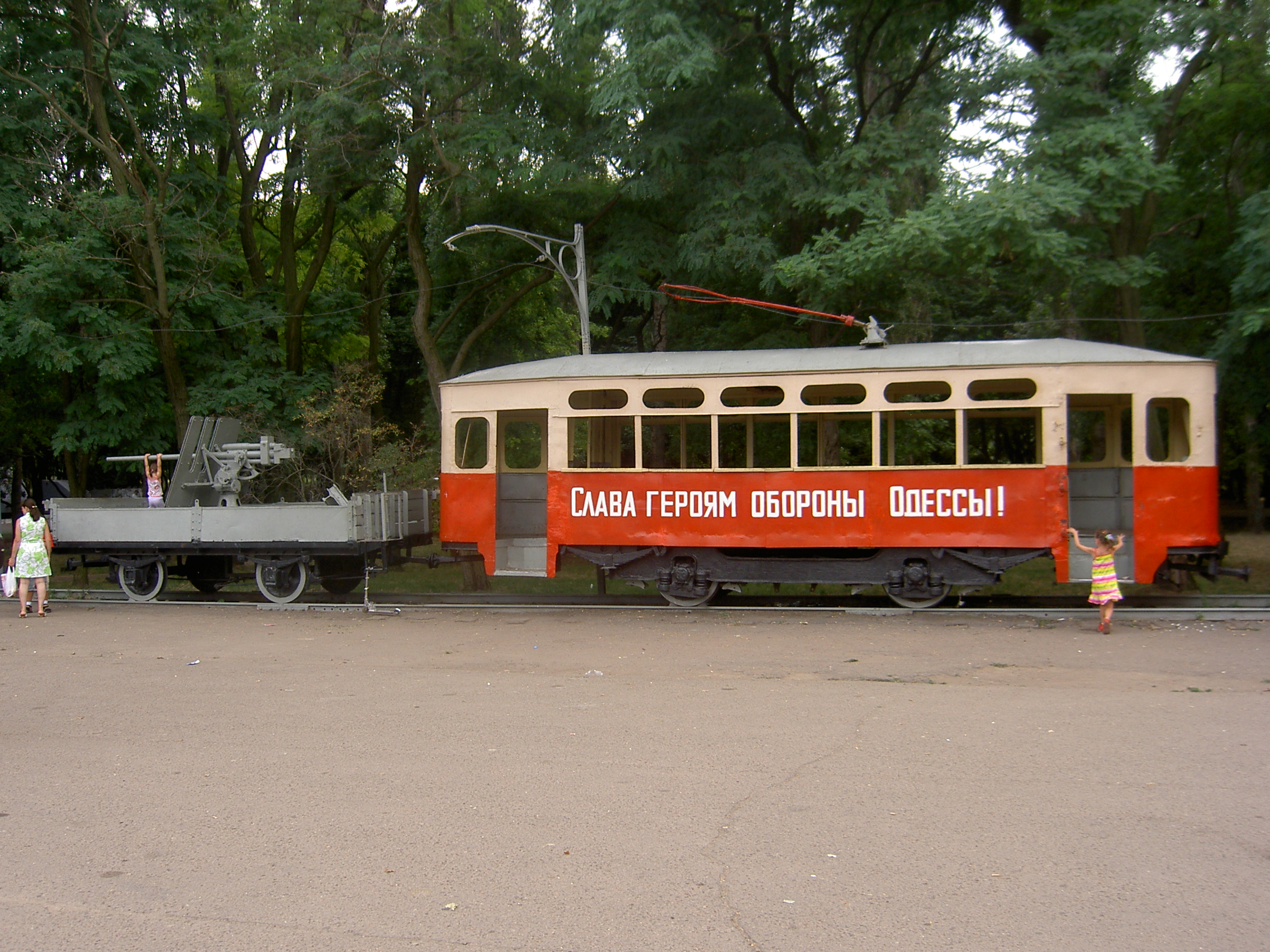
Kh（オデッサ）
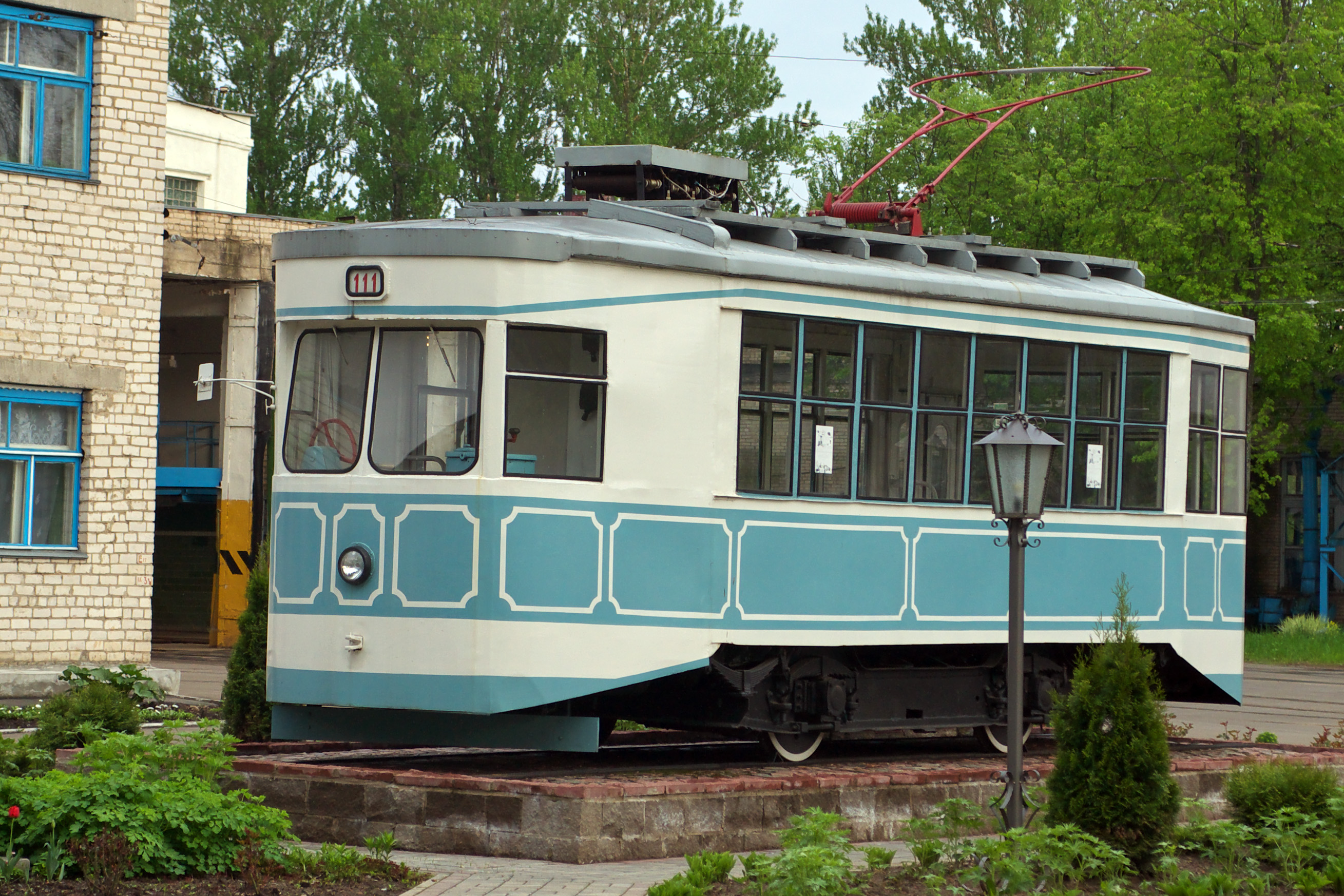
Kh（ヴィーツェプスク）

## 参考資料
- А.В. Настенко『Путь через три века. К 120-летию Курского трамвая』Музей Курского городского электрического транспорта、2018年。2020年8月13日閲覧。
- М. С. Черток『Механическое и пневматическое оборудование трамвайных вагонов』НККХ РСФСР、1942年。